# اعتراضات ۲۰۱۵–۲۰۱۸ عراق
به دنبال اعتراضات در سال‌های ۲۰۱۱، ۲۰۱۲ و ۲۰۱۳، اغلب شهروندان عراقی از سال ۲۰۱۵ تا ۲۰۱۸، به‌طور گسترده، علیه فساد و بی‌کفایتی دولت که به گفته تحلیلگران و معترضان، منجر به مشکلات طولانی‌مدت در تأمین برق، دسترسی به آب تمیز، دخالت ایران در سیاست عراق، بیکاری بالا و رکود اقتصادی شده بود، تظاهرات کردند.
توافقنامه‌های سهمیه «محاصصه» در سال‌های ۲۰۰۳ تا ۲۰۰۶ (توزیع پست‌های دولتی، به ویژه بودجه، بر پایه فرقه‌گرایی و تبعیض قومی و مذهبی، منجر به تضعیف شدید احساس وحدت ملی در عراق) ریشه بسیاری از مشکلات عراق، تلقی می‌شد.
در ۱۵ ژوئیه ۲۰۱۸، معترضان در جنوب و مرکز عراق، اقدام به سوزاندن دفتر مرکزی کتائب حزب‌الله در نجف کرده و فرودگاه این شهر را نیز غارت کردند. معترضان، در جنوب عراق، مرز با کویت را مسدود کرده و همچنین چندین میدان نفتی را نیز اشغال کردند. در واکنش به ناآرامی‌های گسترده، ارتش عراق، نیروهایی را که در شمال کشور، مشغول جنگ با داعش و پرچم سفیدها بودند را به سمت جنوب برد تا برای سرکوب ناآرامی‌ها اقدام کنند. در پاسخ به ناآرامی‌ها، پروازها از ایران، کویت و اردن به نجف، تغییر مسیر داده شد. در جریان اعتراضات در بصره، دو تظاهرکننده توسط نیروهای امنیتی عراق کشته شدند و معترضین در شهرک صدر با حمله به مقر سازمان بدر که مورد حمایت جمهوری اسلامی ایران است، دست به تظاهرات زدند.

### اعتراضات علیه ایران
رویترز به نقل از دو منبع امنیتی عراقی اظهار کرد که گزارش‌هایی از سرکوب اعتراضات ضدحکومتی توسط اسنایپرهایی که وابسته به عناصر جمهوری اسلامی ایران بودند، وجود دارد. یکی از این مقامات در این خصوص گفت: «ما مدارک تأیید شده‌ای داریم که نشان می‌دهد تیراندازهای فوق وابسته به عناصر شبه‌نظامی بودند که به جای فرمانده اصلی نیروهای مسلح، تنها به مافوق‌های خودشان گزارش کار می‌دادند، آنها عضو گروهی بودند که بسیار نزدیک به ایرانی‌ها است».
از اعتراضات تظاهرکنندگان به دخالت حکومت ایران در امور داخلی عراق بازمی‌گردد و یکی از شعارهای رایج این اعتراض‌ها «بغداد حرة حرة، إیران، برة برة» (بغداد، آزاد، آزاد؛ ایران برو بیرون، بیرون) است. شهر ناصریه در ۵ و ۶ اکتبر شاهد تظاهراتی وسیع بود که در جریان آن، معترضان به دفاتر هشت حزب عمدتاً طرفدار ایران حمله بردند و برخی از آنها تصاویر علی خامنه‌ای را به آتش کشیدند.